# Ис Танас (Ољастра)
Ис Танас је насеље у Италији у округу Нуоро, региону Сардинија.
Према процени из 2011. у насељу је живело 257 становника. Насеље се налази на надморској висини од 13 м.